# Diachlorus habecki
Diachlorus habecki är en tvåvingeart som beskrevs av Wilkerson och David Fairchild 1982. Diachlorus habecki ingår i släktet Diachlorus och familjen bromsar.
Artens utbredningsområde är Ecuador. Inga underarter finns listade i Catalogue of Life.